# Ramin Jahanbegloo

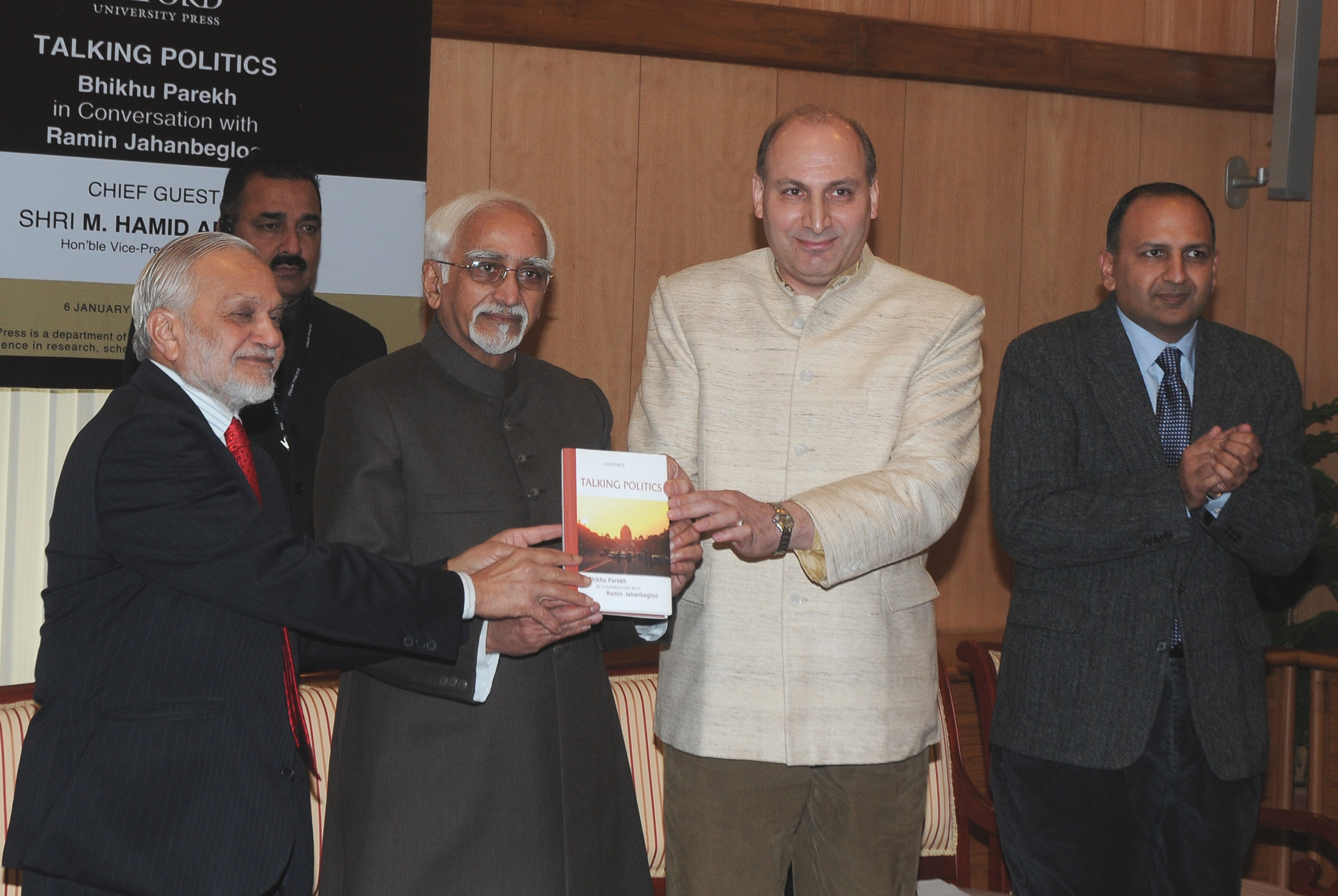
Ramin Jahanbegloo (3. von links) bei Festveranstaltung in Neu-Delhi im Jahr 2011

Ramin Jahanbegloo (persisch رامین جهانبگلو; * 17. Januar 1956 in Teheran) ist ein iranischer Philosoph.

## Biografie
Nach seinem Studium der Philosophie, Geschichte und der Politikwissenschaften promovierte Jahanbegloo an der Universität Sorbonne in Paris.
1993 lehrte er an der Akademie für Philosophie in Teheran. Er forschte zudem am Französischen Institut für Iranische Studien. Darüber hinaus war Ramin Jahanbegloo Vorsitzender der Abteilung für zeitgenössische Studien des „Cultural Research Bureau“ in Teheran. Er ist weiterhin Mitarbeiter am Center for Middle Eastern Studies der Harvard University.
Hauptthema von Jahanbegloos Forschung ist der konstruktive Dialog zwischen unterschiedlichen ethnischen Kulturen. Er verfasste dazu mehr als zwanzig Bücher in Englisch, Französisch oder Persisch sowie auch zahlreiche Artikel über westliche moderne Philosophie. Jahanbegloo interviewte zahlreiche Wissenschaftler und Intellektuelle aus aller Welt, unter ihnen Isaiah Berlin, George Steiner, und Noam Chomsky, auch den Dalai Lama und Ashis Nandy. Er lud in den vergangenen Jahren Philosophen wie Jürgen Habermas, Richard Rorty, Antonio Negri, und Michael Ignatieff in den Iran ein.
Im Mai 2006 wurde Jahanbegloo nach seiner Rückkehr aus Indien im Iran verhaftet. Es wird spekuliert, dass seine Inhaftierung mit seinen Äußerungen zu Ahmadinejads Aussagen zum Holocaust in Zusammenhang steht. Andere Quellen geben an, dass er bereits am 27. April auf dem Teheraner Flughafen verhaftet worden sei, als er versuchte, zu einer Veranstaltung des German Marshall Fund auszureisen. Es gab während der viermonatigen Inhaftierung im berüchtigten Evin-Gefängnis nie eine ordentliche Anklage. Allerdings wurde Jahanbegloo über regierungsnahe Kreise vorgeworfen, in Zusammenarbeit mit „ausländischen Botschaften“ eine „samtene Revolution“ im Iran geplant zu haben.
Seit dem 30. August befindet sich Ramin Jahanbegloo wieder auf freiem Fuß.

## Artikel und Interviews
- Iranische Moderne: Ideen, deren Zeit gekommen ist. Gespräch mit Ramin Jahanbegloo, in: Blätter für deutsche und internationale Politik 9/2006
- Artikel von Ramin Jahanbegloo

## Bücher
- Iran: Between Tradition and Modernity (Global Encounters), Lexington Books, May 2004, ISBN 0-7391-0529-9
- Conversations with Isaiah Berlin: Recollections of an Historian of Ideas, Phoenix Press, ISBN 1-84212-164-2